# Walter White
Pour le personnage homonyme de la série Breaking Bad, voir Walter White (personnage).

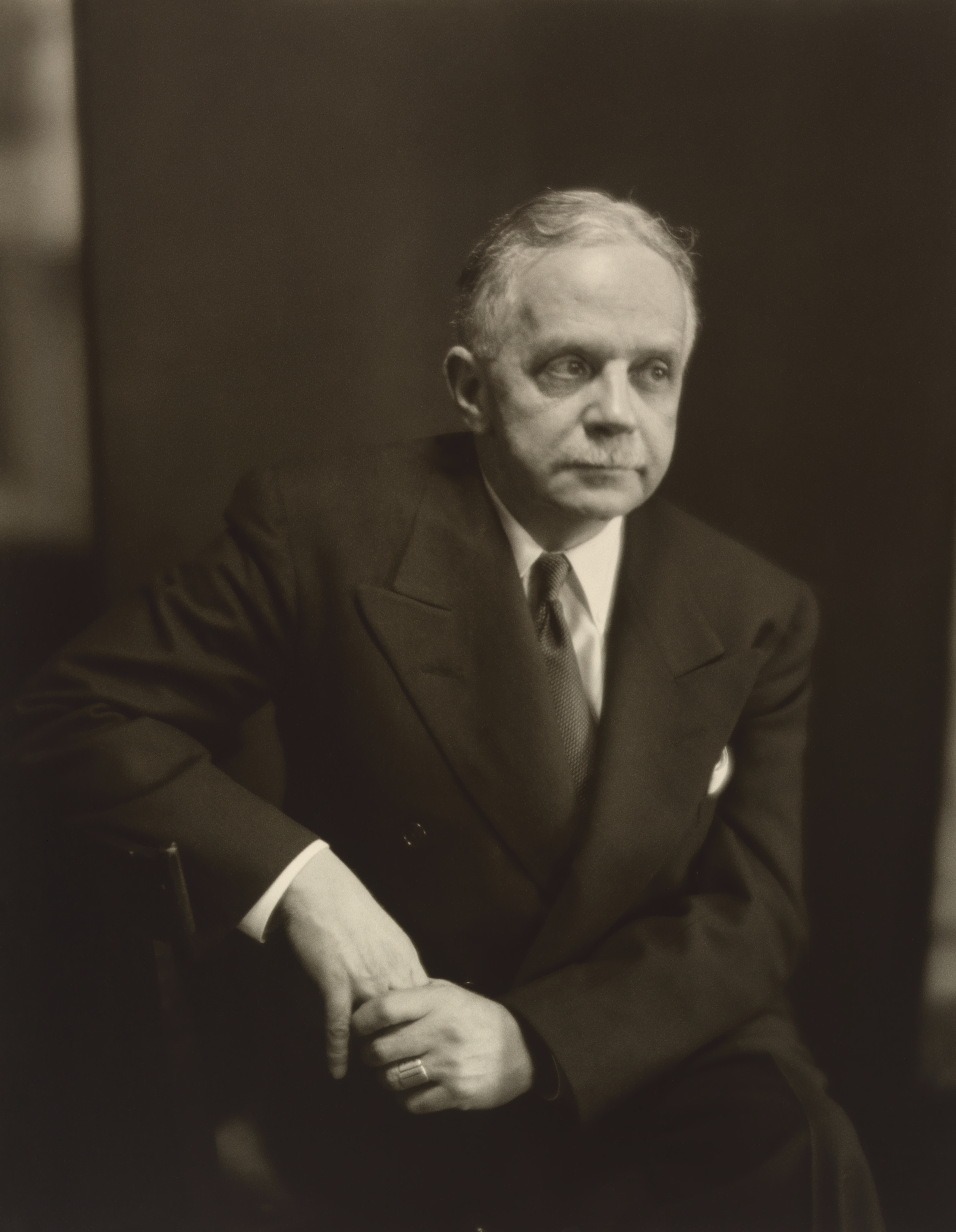
Walter White, photographie de Clara Sipprell, faite vers 1950, conservée au National Portrait Gallery (États-Unis).

Walter Francis Marin White, né le 1er juillet 1893, à Atlanta dans l'État de la Géorgie et mort le 21 mars 1955, à New York, est une figure de la National Association for the Advancement of Colored People (NAACP), une organisation américaine de défense des Afro-Américains. Il étudie à l'université d'Atlanta jusqu'en 1916 ; puis il rejoint la NAACP à New York à l'invitation de James Weldon Johnson. Il mène une campagne contre le lynchage des Afro-Américains et fait pression sur le sénat et le congrès américains. White est également un journaliste, romancier et essayiste. Il se lie d'amitié avec d'autres défenseurs de la cause afro-américaine, tels que Carl Van Vechten et Alfred A. Knopf. Avec eux, il est un des fondateurs du mouvement culturel de la Renaissance de Harlem,,,,.

## Pour approfondir

#### Notices dans des encyclopédies et manuels de références
- (en-US) Barbara C. Bigelow (dir.), Contemporary Black Biography, vol. 4, Detroit, Michigan, Gale Research, 6 avril 1993, 319 p. (ISBN 9780810385566, lire en ligne), p. 257-261,
- (en-US) Shelley Fisher Fishkin & David Bradley (dir.), Encyclopaedia of Civil Rights in America, vol. 3 : Price, U.S. vs.--Zoot suit riots, Armonk, état de New York, Sharpe Reference, 31 octobre 1997, 1081 p. (ISBN 9780765680006, lire en ligne), p. 900,
- (en-US) Suzanne Michele Bourgoin & Paula K. Byers (dir.), Encyclopedia Of World Biography, vol. 16 : Vitoria-Zworykin, Detroit, Michigan, Gale Research, 2 décembre 1997, 540 p. (ISBN 9780787625566, lire en ligne), p. 238-239.
- (en-US) John A. Garraty & Mark C. Carnes (dir.), American National Biography, vol. 23 : Wellek - Wrenn, New York, Oxford University Press, USA, 1er janvier 1999, 899 p. (ISBN 9780195206357, lire en ligne), p. 246-248.
- (en-US) R. Kent Rasmussen (dir.), The African American Encyclopedia, vol. 9 : Sui-Wil, New York, Cavendish Square Publishing, 30 janvier 2001, 2704 p. (ISBN 9780761472179, lire en ligne), p. 2676-2677,
- (en-US) Janet Witalec (dir.), The Harlem Renaissance : A Gale Critical Companion, vol. 3 : Authors I-Z, Detroit, Michigan, Gale Cengage, 11 octobre 2002, 673 p. (ISBN 9780787666187, lire en ligne), p. 575-620,
- (en-US) Hans Ostrom (dir.), The Greenwood Encyclopedia of African American Literature, vol. 5 : U-Z, Westport, Connecticut, Greenwood Press, 30 septembre 2005, 2013 p. (ISBN 9780313329722, lire en ligne), p. 1728-1730,
- (en-US) Paul Finkelman (dir.), Encyclopedia of African American History, 1896 to the Present : From the Age of Segregation to the Twenty-First Century, vol. 5 : U-Y, Chronology, Index, New York, Oxford University Press, USA, 2 février 2008, 525 p. (ISBN 9780195167795, lire en ligne), p. 116-120,
- (en-US) Nikki Giovanni & Jessie Carney Smith, The Complete Encyclopedia of African American History, vol. 3 : Heroes and Heroines, Chalfont, Pennsylvanie, African American Publications, 1er janvier 2014, 737 p. (ISBN 9781578595372, lire en ligne), p. 656-663,

#### Essais et biographies
- (en-US) Edward E. Waldron, Walter White and the Harlem Renaissance, Port Washington, état de New York, Kennikat Press, 1er mai 1978, 208 p. (ISBN 9780804691970, lire en ligne),
- (en-US) Jane Fraser (préf. Coretta Scott King), Walter White, New York, Chelsea House Publications, 1er janvier 1991, 120 p. (ISBN 9780791002537, lire en ligne),
- (en-US) Robert Jakoubek, Walter White : And the Power of Organized Protest, Brookfield, Connecticut, Millbrook Press, coll. « Gateway Civil Rights Series », 1er mars 1994, 40 p. (ISBN 9781562943783, lire en ligne),
- (en-US) Thomas Dyja, Walter White : The Dilemma of Black Identity in America, Chicago, Illinois, Ivan R. Dee Publisher, 18 septembre 2008, 232 p. (ISBN 9781566637664, lire en ligne),

#### Articles
- (en-US) Edgar A. Toppin, « Walter White and the Atlanta NAACP's Fight for Equal Schools, 1916-1917 », History of Education Quarterly, Vol. 7, No. 1,‎ printemps 1967, p. 3-21 (19 pages) (lire en ligne ),
- (en-US) Charles F. Cooney, « Walter White and the Harlem Renaissance », The Journal of Negro History, Vol. 57, No. 3,‎ juillet 1972, p. 231-240 (10 pages) (lire en ligne ),
- (en-US) Edward E. Waldron, « Walter White and the Harlem Renaissance : Letters from 1924-1927 », CLA Journal, Vol. 16, No. 4,‎ juin 1973, p. 438-457 (20 pages) (lire en ligne ),
- (en-US) Thomas Hachey, « Walter White and the American Negro Soldier in World War II: A Diplomatic Dilemma for Britain », Phylon (1960-), Vol. 39, No. 3,‎ 1978, p. 241-249 (9 pages) (lire en ligne ),
- (en-US) Charles W. Scruggs, « Alain Locke and Walter White: Their Struggle for Control of the Harlem Renaissance », Black American Literature Forum, Vol. 14, No. 3,‎ automne 1980, p. 91-99 (9 pages) (lire en ligne ),
- (en-US) Kenneth R. Janken, « Civil Rights and Socializing in the Harlem Renaissance: Walter White and the Fictionalization of the "New Negro" in Georgia », The Georgia Historical Quarterly, Vol. 80, No. 4,‎ hiver 1996, p. 817-834 (18 pages) (lire en ligne ),
- (en-US) Eric Porter, « "Black No More"?: Walter White, Hydroquinone, and the "Negro Problem" », American Studies, Vol. 47, No. 1,‎ printemps 2006, p. 5-30 (26 pages) (lire en ligne ),
- (en-US) Amanda M. Page, « Consolidated Colors: Racial Passing and Figurations of the Chinese in Walter White's "Flight" and Darryl Zanuck's "Old San Francisco" », MELUS, Vol. 37, No. 4,‎ hiver 2012, p. 93-117 (25 pages) (lire en ligne ),
- (en-US) J. Patrick McGrail, Ewa McGrail & Alicja Rieger, « A Teacher Goes Gothic: Walter White, Heisenberg, and the Dark Revenge of Science », Interdisciplinary Literary Studies, Vol. 20, No. 4,‎ 2018, p. 486-506 (21 pages) (lire en ligne ),